# Cúp quốc gia Wales 2011–12
Cúp quốc gia Wales FAW 2011–12 là mùa giải thứ 125 của giải đấu bóng đá loại trực tiếp hàng năm dành cho các đội bóng ở Wales. Giải đấu 2011–12 khởi tranh từ ngày 13 tháng 8 năm 2011, và kết thúc vào tháng 5 năm 2012. Đội vô địch sẽ giành quyền tham gia vòng loại thứ nhất của UEFA Europa League 2012–13.
Cúp quốc gia Wales 2011–12 chứng kiến sự trở lại của đội bóng Western League Merthyr Town và đội bóng Conference National gồm Newport County và Wrexham. Đội bóng Football League Cardiff City, đội bóng Conference North Colwyn Bay, và đội bóng Premier League Swansea City từ chối lời mời tham gia Cúp quốc gia Wales mùa này. Hơn nữa, UEFA cũng cấm các đội bóng này thi đấu ở Europa League nếu thắng.

## Vòng loại thứ nhất
Vòng loại thứ nhất diễn ra vào ngày thứ Bảy 13 hoặc Chủ Nhật 14 tháng 8 năm 2011.
| Đội 1                     | Tỉ số             | Đội 2                  |
| ------------------------- | ----------------- | ---------------------- |
| Acrefair Youth            | 0 − 4             | Coedpoeth United       |
| Amlwch Town               | 0 − 5             | Rhydymwyn              |
| Barmouth & Dyffryn United | 3 − 1             | Aberdyfi               |
| Bethel                    | 1 − 2             | Caernarfon Wanderers   |
| Blaenau Ffestiniog        | 3 − 7             | Caernarfon Town        |
| Bow Street                | 1 − 9             | Mold Alexandra         |
| Brymbo                    | 0 − 1             | Penmaenmawr Phoenix    |
| Builth Wells              | 3 − 2             | Llanberis              |
| Carno                     | 4 − 2             | Trearddur Bay          |
| Connah's Quay Town        | 3 − 1             | Kerry                  |
| Dyffryn Nantle Vale       | 1 − 2             | Llanllyfni             |
| Connah's Quay Nomads F.C. | 3 − 2             | Llay Miners Welfare    |
| Gaerwen                   | 2 − 1 (aet)       | Llandudno Junction     |
| Glan Conwy                | 4 − 1             | Overton Recreational   |
| Greenfield                | 0 − 4             | FC Cefn                |
| Gwalchmai                 | 6 − 4 (aet)       | Dolgellau Athletic     |
| Johnstown Youth           | 1 − 3             | Llandrindod Wells      |
| Kinmel Bay Sports         | 1 − 1 (4–5 ph.đ.) | Chirk AAA              |
| Llandyrnog United         | 1 − 0             | Holywell Town          |
| Llanfyllin                | 1 − 5             | Brickfield Rangers     |
| Llanrwst United           | 0 − 1             | Llangollen United      |
| Llanystumdwy              | 2 − 6             | Bro Goronwy            |
| Montgomery Town           | 8 − 0             | Machynlleth            |
| Nefyn United              | 5 − 0             | Presteigne St Andrew's |
| Penyffordd                | 2 − 5             | Glantraeth             |
| Pontrhydfendigaid         | 4 − 2             | Castell Alun Colts     |
| Pwllheli                  | 1 − 3             | Llanrug United         |
| Rhayader Town             | 3 − 3 (2–3 ph.đ.) | Hawarden Rangers       |
| Rhosgoch Rangers          | 2 − 1             | Halkyn United          |
| Tregaron Turfs            | 0 − 4             | Llanfair United        |
| Tywyn Bryncrug            | 3 − 2 (aet)       | Llanfair PG            |
| Venture Community         | 3 − 0             | Bodedern               |
| Waterloo Rovers           | 1 − 3             | Berriew                |

| Đội 1                        | Tỉ số             | Đội 2                      |
| ---------------------------- | ----------------- | -------------------------- |
| Aber Valley YMCA             | 8 − 3             | Garw                       |
| Abercarn United              | 8 − 3             | Llanharry                  |
| AFC Abercynon                | thắng             | Perthcelyn                 |
| AFC Llwydcoed                | 3 − 1             | Croesyceliog               |
| Bettws                       | 0 − 4             | Trefelin                   |
| Brecon Corries               | 1 − 6             | Undy Athletic              |
| Bridgend Street              | 2 − 0             | Treforest                  |
| Briton Ferry Llansawel       | 3 − 1             | Treharris Athletic Western |
| Cadoxton Barry               | 0 − 1             | UWIC                       |
| Cardiff Hibernian            | 0 − 2             | Caerau                     |
| Cornelly United              | 0 − 6             | Ely Rangers                |
| Cwmbran Town                 | 2 − 1             | Hirwaun Welfare/Mackworth  |
| Dinas Powys                  | 6 − 1             | Blaenrhondda               |
| Ferndale                     | thắng             | Goytre                     |
| Graig FC                     | 4 − 5 (aet)       | STM Sports                 |
| Kenfig Hill                  | 1 − 1 (2–4 ph.đ.) | Caerleon                   |
| Llangeinor                   | 2 − 4 (aet)       | Merthyr Saints             |
| Llantwit Fardre              | 2 − 1             | Baglan Dragons             |
| Llanwern                     | 1 − 2             | Fleur de Lys Welfare       |
| Newport Civil Service        | 3 − 2             | Cwmamman United            |
| Penrhiwceiber Constitutional | 1 − 3             | Aberbargoed Buds           |
| Penrhiwceiber Rangers        | 2 − 5             | Aberaeron                  |
| Pentwynmawr Athletic         | 0 − 5             | Abertillery Bluebirds      |
| Pontyclun                    | 2 − 0             | Penygraig                  |
| Talgarth Town                | 2 − 3             | Nelson Cavaliers           |
| Tata Steel                   | 3 − 2             | Carnetown                  |
| Tonyrefail                   | 3 − 2 (aet)       | RTB Ebbw Vale              |
| Tredegar Athletic            | 0 − 3             | Risca United               |
| Tredegar Town                | 3 − 2             | Cardiff Grange Harlequins  |
| Treowen Stars                | 4 − 3 (aet)       | Pontypridd Town            |
| Trethomas Bluebirds          | 0 − 1 (aet)       | Splott Albion              |

## Vòng loại thứ hai
Vòng loại thứ hai diễn ra vào ngày thứ Bảy 3 hoặc Chủ Nhật 4 tháng 9 năm 2011.
| Đội 1                | Tỉ số       | Đội 2                     |
| -------------------- | ----------- | ------------------------- |
| Barmouth & Dyffryn   | 4 − 1       | Hawarden Rangers          |
| Brickfield Rangers   | 1 − 4       | Builth Wells              |
| Caernarfon Town      | 8 − 0       | Penmaenmawr Phoenix       |
| Caernarfon Wanderers | 1 − 5       | Bethesda Athletic         |
| Chirk AAA            | 1 − 0       | Berriew                   |
| Coedpoeth United     | 5 − 1       | Gaerwen                   |
| FC Cefn              | 3 − 1 (aet) | Connah's Quay Nomads F.C. |
| Glantraeth           | 9 − 0       | Pontrhydfendigaid         |
| Gresford Athletic    | 3 − 2 (aet) | Mold Alexandra            |
| Gwalchmai            | 3 − 2       | Llansantffraid Village    |
| Holyhead Hotspur     | 4 − 3 (aet) | Llanfair United           |
| Lex XI               | 1 − 3       | Connah's Quay Town        |
| Llandyrnog United    | 1 − 2       | Llanrug United            |
| Llangollen United    | 1 − 2       | Carno                     |
| Llanidloes Town      | 4 − 3       | Glan Conwy                |
| Llanllyfni           | 0 − 3       | Venture Community         |
| Montgomery Town      | 5 − 0       | Bro Goronwy               |
| Nefyn United         | 2 − 3       | Llandrindod Wells         |
| Rhydymwyn            | 0 − 5       | Denbigh Town              |
| Rhosgoch Rangers     | 2 − 1       | Corwen Amateurs           |
| Tywyn Bryncrug       | 1 − 3       | Newbridge-on-Wye          |

| Đội 1                  | Tỉ số             | Đội 2                 |
| ---------------------- | ----------------- | --------------------- |
| Aber Valley YMCA       | 3 − 6             | Abertillery Bluebirds |
| Aberbargoed Buds       | 4 − 0             | Abercarn United       |
| Ammanford              | 1 − 3             | Dinas Powys           |
| Bridgend Street        | 2 − 3             | UWIC                  |
| Briton Ferry Llansawel | 0 − 1             | Tata Steel            |
| Caerleon               | 2 − 0             | Newport YMCA          |
| Cwmbran Town           | 3 − 1             | Pontyclun             |
| Fleur de Lys Welfare   | 3 − 5             | Undy Athletic         |
| Garden Village         | 1 − 1 (2–4 ph.đ.) | Caldicot Town         |
| Goytre                 | 1 − 0             | Llantwit Fardre       |
| Merthyr Town           | 5 − 1             | Caerau                |
| Monmouth Town          | 6 − 2             | Tredegar Town         |
| Nelson Cavaliers       | 0 − 6             | Aberaeron             |
| Newcastle Emlyn        | 0 − 0 (4–2 ph.đ.) | Ely Rangers           |
| Perthcelyn United      | 5 − 6 (aet)       | Merthyr Saints        |
| Risca United           | 4 − 0             | Tonyrefail            |
| Splott Albion          | 1 − 0             | AFC Llwydcoed         |
| STM Sports             | 2 − 3             | Newport Civil Service |
| Trefelin               | 1 − 2             | Treowen Stars         |

## Vòng Một
Vòng Một diễn ra vào ngày thứ Bảy 1 hoặc Chủ Nhật 2 tháng 10 năm 2011.
| Đội 1                   | Tỉ số             | Đội 2              |
| ----------------------- | ----------------- | ------------------ |
| Barmouth & Dyffryn      | 4 − 1             | Ruthin Town        |
| Buckley Town            | 4 − 0             | Penrhyncoch        |
| Caersws                 | 1 − 1 (4–2 ph.đ.) | Conwy United       |
| Carno                   | 0 − 2             | Coedpoeth United   |
| Cefn Druids             | 6 − 1             | Caernarfon Town    |
| Flint Town United       | 5 − 1             | Chirk AAA          |
| Connah's Quay Nomads    | 7 − 2             | Gwalchmai          |
| Llandrindod Wells       | 3 − 3 (4–1 ph.đ.) | Llanrug United     |
| Llangefni Town          | 2 − 3 (aet)       | Denbigh Town       |
| Llanidloes Town         | 4 − 3             | Glantraeth         |
| Llanrhaeadr ym Mochnant | 1 − 6             | Holyhead Hotspur   |
| Montgomery Town         | 4 − 0             | Connah's Quay Town |
| Penycae                 | 1 − 2             | FC Cefn            |
| Porthmadog              | 3 − 1             | Bethesda Athletic  |
| Rhos Aelwyd             | 0 − 1             | Guilsfield         |
| Rhyl                    | 5 − 0             | Gresford Athletic  |
| Venture Community       | 1 − 3             | Llandudno Town     |

| Đội 1                 | Tỉ số       | Đội 2                 |
| --------------------- | ----------- | --------------------- |
| Abertillery Bluebirds | 0 − 2       | Caerau                |
| AFC Porth             | 2 − 0       | Aberbargoed Buds      |
| Bridgend Town         | 2 − 0       | Splott Albion         |
| Bryntirion Athletic   | 3 − 1       | Cwmbran Town          |
| Caerleon              | 1 − 0       | Aberaman Athletic     |
| Caldicot Town         | 2 − 4       | Newport Civil Service |
| Cambrian & Clydach    | 5 − 1       | Monmouth Town         |
| Cardiff Corinthians   | 2 − 0       | Cwmaman Institute     |
| Dinas Powys           | 0 − 2       | Builth Wells          |
| Goytre                | 3 − 1       | Aberaeron             |
| Goytre United         | 1 − 0       | Ton Pentre            |
| Merthyr Town          | 0 − 3       | Barry Town            |
| Pontardawe Town       | 3 − 0       | Treowen Stars         |
| Rhosgoch Rangers      | 2 − 6       | Merthyr Saints        |
| Risca United          | 0 − 4       | Newbridge-on-Wye      |
| Taff's Well           | 5 − 4 (aet) | Undy Athletic         |
| Tata Steel            | 3 − 1       | Newcastle Emlyn       |
| UWIC                  | 0 − 2       | Haverfordwest County  |
| West End              | 2 − 0       | Cwmbran Celtic        |

## Vòng Hai
Vòng Hai diễn ra vào ngày thứ Bảy 5 hoặc Chủ Nhật 6 tháng 11 năm 2011.
| Đội 1              | Tỉ số                | Đội 2                |
| ------------------ | -------------------- | -------------------- |
| Barmouth & Dyffryn | 0 − 3                | Caersws              |
| Buckley Town       | 5 − 2                | Holyhead Hotspur     |
| Cefn Druids        | 8 − 0                | Coedpoeth United     |
| Denbigh Town       | 1 − 2 (sau hiệp phụ) | Flint Town United    |
| Guilsfield         | 1 − 3                | Llandudno Town       |
| Llanidloes Town    | 0 − 2                | Connah's Quay Nomads |
| Montgomery Town    | 3 − 7                | FC Cefn              |
| Porthmadog         | 2 − 3                | Rhyl                 |

| Đội 1                 | Tỉ số                | Đội 2               |
| --------------------- | -------------------- | ------------------- |
| AFC Porth             | 3 − 0                | Pontardawe Town     |
| Bridgend Town         | 5 − 3                | Tata Steel          |
| Bryntirion Athletic   | 5 − 2                | Goytre              |
| Builth Wells          | 0 − 5                | Taff's Well         |
| Caerau                | 1 − 8                | Goytre United       |
| Caerleon              | 3 − 4                | Merthyr Saints      |
| Cambrian & Clydach    | 2 − 0                | Llandrindod Wells   |
| Haverfordwest County  | 1 − 2 (sau hiệp phụ) | Barry Town          |
| Newport Civil Service | 2 − 0                | Newbridge-on-Wye    |
| West End              | 2 − 1                | Cardiff Corinthians |

## Vòng Ba
Vòng Ba diễn ra vào ngày thứ Bảy 3 hoặc Chủ Nhật 4 tháng 12 năm 2011.
| Đội 1                | Tỉ số                | Đội 2                 |
| -------------------- | -------------------- | --------------------- |
| Flint Town United    | 3 − 0                | Newport Civil Service |
| Port Talbot Town     | 0 − 1                | Afan Lido             |
| The New Saints       | 6 − 0                | Bryntirion Athletic   |
| AFC Porth            | 0 − 0 (4–3 ph.đ.)    | Cambrian & Clydach    |
| Wrexham              | 1 − 2 (sau hiệp phụ) | Airbus UK Broughton   |
| Carmarthen Town      | 2 − 1                | Bridgend Town         |
| Caersws              | 0 − 1                | Llandudno Town        |
| Buckley Town         | 4 − 3                | Taff's Well           |
| Neath                | 4 − 0                | West End              |
| FC Cefn              | 1 − 6                | Aberystwyth Town      |
| Newtown              | 1 − 2                | Rhyl                  |
| Bangor City          | 2 − 4                | Llanelli              |
| Prestatyn Town       | 6 − 2                | Goytre United         |
| Newport County       | 3 − 2                | Barry Town            |
| Connah's Quay Nomads | 1 − 2                | Cefn Druids           |
| Merthyr Saints       | 0 − 6                | Bala Town             |

## Vòng Bốn
Vòng Bốn diễn ra vào ngày thứ Bảy 28 hoặc Chủ Nhật 29 tháng 1 năm 2012.
| Đội 1             | Tỉ số              | Đội 2               |
| ----------------- | ------------------ | ------------------- |
| Rhyl              | 3−3 (4–5 ph.đ.)    | Llanelli            |
| Afan Lido         | 2−2 (4–5 ph.đ.)    | Airbus UK Broughton |
| Buckley Town      | 2−4 (sau hiệp phụ) | Bala Town           |
| Flint Town United | 1−3                | Neath               |
| Aberystwyth Town  | 1−1 (5–4 ph.đ.)    | Llandudno Town      |
| The New Saints    | 4−0                | Newport County      |
| Prestatyn Town    | 0−2                | Cefn Druids         |
| Carmarthen Town   | 3−1 (sau hiệp phụ) | AFC Porth           |

## Tứ kết
Các trận Tứ kết diễn ra vào ngày thứ Bảy 25 tháng 2 năm 2012.
| The New Saints | 1 – 0 | Neath |
| -------------- | ----- | ----- |
| Draper 37'     |       |       |

| Aberystwyth Town | 0 – 1 | Cefn Druids |
| ---------------- | ----- | ----------- |
|                  |       | 43' Cann    |

| Airbus UK Broughton                   | 3 – 1 | Carmarthen Town |
| ------------------------------------- | ----- | --------------- |
| Worton 15' · Thompson 62' · Hayes 88' |       | 78' Harrhy      |

| Bala Town         | 1 – 1 (s.h.p.) | Llanelli     |
| ----------------- | -------------- | ------------ |
| Hunt 51'          |                | 41' Venables |
| Loạt sút luân lưu |                |              |
|                   | 5 – 4          |              |

## Bán kết
Các trận Bán kết diễn ra vào ngày thứ Bảy 31 tháng 3 năm 2012.
| Airbus UK Broughton | 1 − 4 | Cefn Druids                        |
| ------------------- | ----- | ---------------------------------- |
| Hesp 51' (l.n.)     |       | 24' Cann · 39', 55', 80' Swarbrick |

| Bala Town | 0 − 4 | The New Saints                                    |
| --------- | ----- | ------------------------------------------------- |
|           |       | 8' Ward · 12' Draper · 26' Fraughan · 62' Edwards |

## Chung kết
| Cefn Druids | 0 – 2     | The New Saints              |
| ----------- | --------- | --------------------------- |
|             | BBC Sport | Draper 14' · Darlington 15' |